# NHL Entry Draft 2002

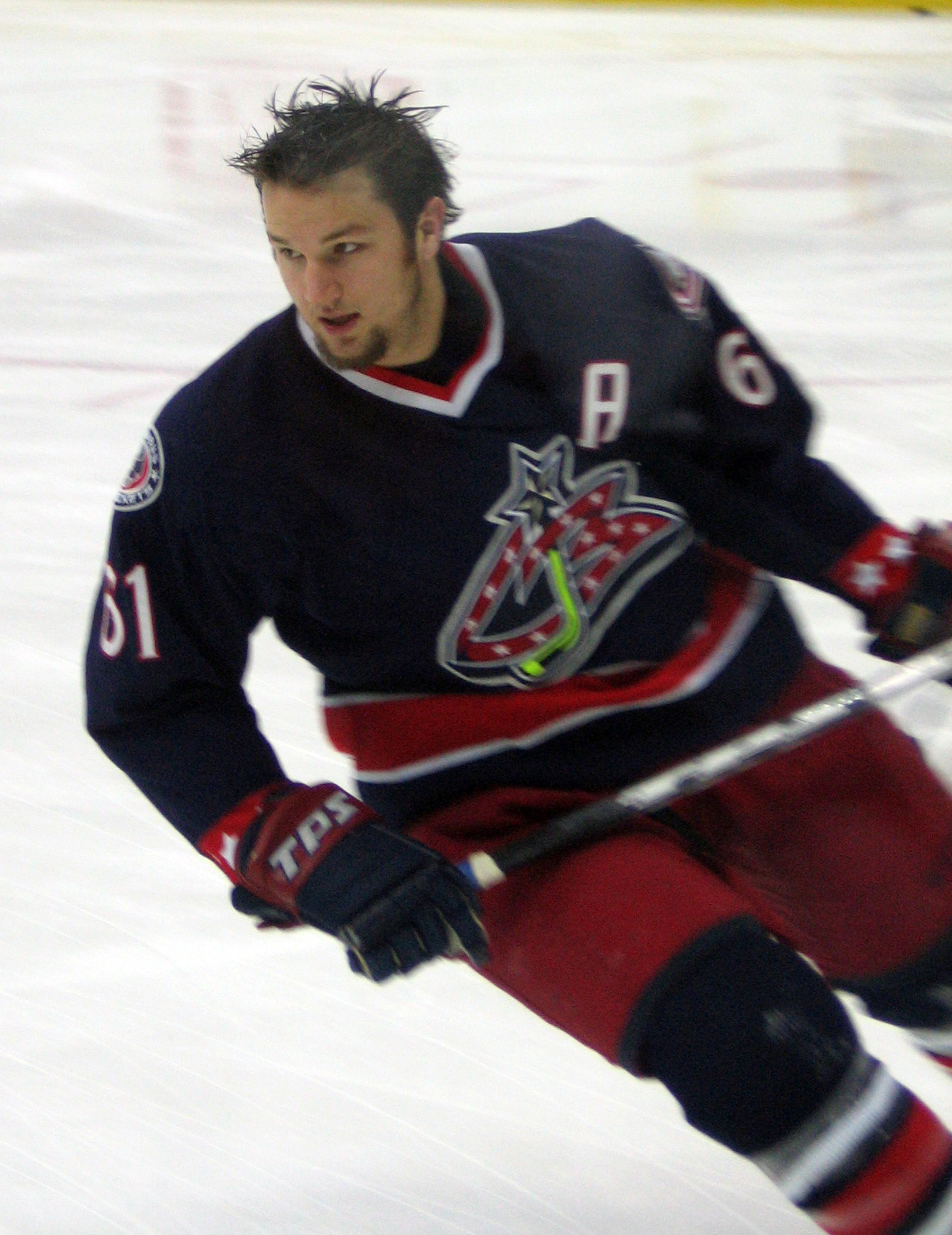
Wybrany z nr 1, Rick Nash (2007)

NHL Entry Draft 2002 był 40. draftem NHL w historii. Odbył się w dniach 22-23 czerwca 2002 w Air Canada Centre w Toronto. Rozlosowano 291 zawodników w 9 rundach. Z numerem 1 został wybrany Rick Nash do Columbus Blue Jackets.

## Draft 2002
Oznaczenie pozycji zawodników: B – bramkarz, O – obrońca, C – center, PW – prawskrzydłowy, LW – lewoskrzydłowy, S – skrzydłowy.

### Runda 1
| #  | Zawodnik                 | Narodowość        | Drużyna NHL                                            | Klub macierzysty                  |
| -- | ------------------------ | ----------------- | ------------------------------------------------------ | --------------------------------- |
| 1  | Rick Nash (LW)           | Kanada            | Columbus Blue Jackets                                  | London Knights (OHL)              |
| 2  | Kari Lehtonen (B)        | Finlandia         | Atlanta Thrashers                                      | Jokerit                           |
| 3  | Jay Bouwmeester (O)      | Kanada            | Florida Panthers                                       | Medicine Hat Tigers (WHL)         |
| 4  | Joni Pitkänen (O)        | Finlandia         | Philadelphia Flyers                                    | Kärpät                            |
| 5  | Ryan Whitney (O)         | Stany Zjednoczone | Pittsburgh Penguins                                    | Boston University                 |
| 6  | Scottie Upshall (S)      | Kanada            | Nashville Predators                                    | Kamloops Blazers (WHL)            |
| 7  | Joffrey Lupul (C)        | Kanada            | Anaheim Mighty Ducks                                   | Medicine Hat Tigers (WHL)         |
| 8  | Pierre-Marc Bouchard (C) | Kanada            | Minnesota Wild                                         | Chicoutimi Saguenéens (QMJHL)     |
| 9  | Petr Tatíček (C)         | Czechy            | Florida Panthers                                       | Sault Ste. Marie Greyhounds (OHL) |
| 10 | Eric Nystrom (LS)        | Stany Zjednoczone | Calgary Flames                                         | Michigan Wolverines               |
| 11 | Keith Ballard (O)        | Stany Zjednoczone | Buffalo Sabres                                         | University of Minnesota (NCAA)    |
| 12 | Steve Eminger (O)        | Kanada            | Washington Capitals                                    | Kitchener Rangers (OHL)           |
| 13 | Aleksandr Siomin (LS)    | Rosja             | Washington Capitals (z Dallas)                         | Traktor Czelabińsk                |
| 14 | Chris Higgins (LS)       | Stany Zjednoczone | Montreal Canadiens (z Edmonton)                        | Yale University (NCAA)            |
| 15 | Jesse Niinimäki (C)      | Finlandia         | Edmonton Oilers (z Montrealu)                          | Ilves                             |
| 16 | Jakub Klepiš (C)         | Stany Zjednoczone | Ottawa Senators                                        | Portland Winter Hawks (WHL)       |
| 17 | Boyd Gordon (C)          | Kanada            | Washington Capitals (z Vancouver)                      | Red Deer Rebels (WHL)             |
| 18 | Dienis Griebieszkow (O)  | Rosja             | Los Angeles Kings                                      | Łokomotiw Jarosław                |
| 19 | Jakub Koreis (C)         | Czechy            | Phoenix Coyotes                                        | HC Pilzno 1929                    |
| 20 | Daniel Paille (LS)       | Kanada            | Buffalo Sabres (z New Jersey przez Dallas i Columbus)  | Guelph Storm (OHL)                |
| 21 | Anton Babczuk (O)        | Ukraina           | Chicago Blackhawks                                     | Jełemasz Elektrostal              |
| 22 | Sean Bergenheim (LS)     | Finlandia         | New York Islanders                                     | Jokerit                           |
| 23 | Ben Eager (LS)           | Kanada            | Phoenix Coyotes (z St. Louis)                          | Oshawa Generals (OHL)             |
| 24 | Alexander Steen (C)      | Szwecja           | Toronto Maple Leafs                                    | Frölunda HC                       |
| 25 | Cam Ward (B)             | Kanada            | Carolina Hurricanes                                    | Red Deer Rebels (WHL)             |
| 26 | Martin Vagner (O)        | Czechy            | Dallas Stars (z Philadelphia przez Washington)         | Hull Olympiques (QMJHL)           |
| 27 | Mike Morris (PS)         | Stany Zjednoczone | San Jose Sharks                                        | St. Sebastian's School (USHS-MA)  |
| 28 | Jonas Johansson (PS)     | Szwecja           | Colorado Avalanche                                     | HV71                              |
| 29 | Hannu Toivonen (B)       | Finlandia         | Boston Bruins                                          | HPK                               |
| 30 | Jim Slater (C)           | Stany Zjednoczone | Atlanta Thrashers (z Detroit przez Buffalo i Columbus) | Michigan State University (NCAA)  |

### Runda 2
| #  | Zawodnik                | Narodowość | Drużyna NHL                                     | Klub macierzysty             |
| -- | ----------------------- | ---------- | ----------------------------------------------- | ---------------------------- |
| 32 | János Vas (LS)          | Węgry      | Dallas Stars (z Columbus)                       | Malmö Redhawks               |
| 35 | Ondřej Němec (O)        | Czechy     | Pittsburgh Penguins (z Carolina)                | HC Vsetín                    |
| 37 | Tim Brent (C)           | Kanada     | Mighty Ducks of Anaheim                         | Toronto St. Michael's Majors |
| 41 | Joakim Lindström (N)    | Szwecja    | Columbus Blue Jackets (z Buffalo przez Atlanta) | MODO                         |
| 42 | Marius Holtet (PS)      | Norwegia   | Dallas Stars (z Washington)                     | Färjestad                    |
| 47 | Aleksiej Kajgorodow (C) | Rosja      | Ottawa Senators                                 | Mietałłurg Magnitogorsk      |
| 49 | Kiriłł Kolcow (O)       | Rosja      | Vancouver Canucks                               | Awangard Omsk                |
| 54 | Duncan Keith (O)        | Kanada     | Chicago Blackhawks                              | Michigan State University    |
| 55 | Dzianis Hrot (O)        | Białoruś   | Vancouver Canucks                               | Jełemasz Elektrostal         |
| 57 | Matt Stajan (C)         | Kanada     | Toronto Maple Leafs                             | Belleville Bulls (OHL)       |
| 58 | Jiří Hudler (C)         | Czechy     | Detroit Red Wings (z Carolina)                  | HC Vsetín                    |
| 62 | Andrij Michnow (LS)     | Ukraina    | St. Louis Blues (z Bostonu)                     | Sudbury Wolves (OHL)         |
| 63 | Tomáš Fleischmann (C)   | Czechy     | Detroit Red Wings                               | HC Vítkovice U20             |

### Runda 3
| #  | Zawodnik               | Narodowość | Drużyna NHL                                             | Klub macierzysty     |
| -- | ---------------------- | ---------- | ------------------------------------------------------- | -------------------- |
| 73 | Barry Brust (B)        | Kanada     | Minnesota Wild (wyrównawczo)                            | Spokane Chiefs       |
| 87 | Frans Nielsen (C)      | Dania      | New York Islanders                                      | Malmö Redhawks       |
| 90 | Matthew Lombardi (C)   | Kanada     | Calgary Flames (z Toronto)                              | Victoriaville Tigres |
| 95 | Valtteri Filppula (LS) | Finlandia  | Detroit Red Wings (z Bostonu przez Anaheim i Nashville) | Jokerit              |

### Runda 4
| #   | Zawodnik                 | Narodowość | Drużyna NHL                     | Klub macierzysty         |
| --- | ------------------------ | ---------- | ------------------------------- | ------------------------ |
| 98  | Iwan Tkaczenko (S)       | Rosja      | Columbus Blue Jackets           | Łokomotiw Jarosław       |
| 100 | Dmitrij Kazionow (C / S) | Rosja      | Tampa Bay Lightning             | CSKA Moskwa              |
| 103 | Joonas Vihko (PS)        | Finlandia  | Anaheim Ducks                   | HIFK                     |
| 122 | David Turoň (O)          | Czechy     | Toronto Maple Leafs             | HC Hawierzów             |
| 128 | Matt Ellison (S)         | Kanada     | Chicago Blackhawks (z San Jose) | Cowichan Valley Capitals |

### Runda 5
| #   | Zawodnik              | Narodowość        | Drużyna NHL                 | Klub macierzysty              |
| --- | --------------------- | ----------------- | --------------------------- | ----------------------------- |
| 134 | Topi Jaakola (O)      | Finlandia         | Florida Panthers            | Kärpät                        |
| 154 | Krišjānis Rēdlihs (O) | Łotwa             | New Jersey Devils           | Liepājas Metalurgs            |
| 156 | Armands Bērziņš (C)   | Łotwa             | Minnesota Wild (z Caroliny) | Shawinigan Cataractes (QMJHL) |
| 156 | James Wisniewski (O)  | Stany Zjednoczone | Chicago Blackhawks          | Plymouth Whalers (OHL)        |

### Runda 6
| #   | Zawodnik               | Narodowość | Drużyna NHL                                            | Klub macierzysty |
| --- | ---------------------- | ---------- | ------------------------------------------------------ | ---------------- |
| 181 | Mikko Luoma (D)        | Finlandia  | Edmonton Oilers                                        | Tappara          |
| 182 | André Deveaux (C)      | Kanada     | Montreal Canadiens                                     | Belleville Bulls |
| 184 | Jaroslav Balaštík (LW) | Czechy     | Columbus Blue Jackets (z Vancouver przez Philadelphia) | HC Zlín          |
| 194 | Kim Hirschovits (C)    | Finlandia  | New York Rangers (z San Jose)                          | HIFK             |

### Runda 7
| #   | Zawodnik             | Narodowość | Drużyna NHL         | Klub macierzysty |
| --- | -------------------- | ---------- | ------------------- | ---------------- |
| 202 | Patrik Bärtschi (LS) | Szwajcaria | Pittsburgh Penguins | Kloten Flyers    |
| 213 | Fredrik Norrena (C)  | Finlandia  | Tampa Bay Lightning | TPS              |
| 229 | Derek Meech (O)      | Kanada     | Detroit Red Wings   | Red Deer Rebels  |

### Runda 8
| #   | Zawodnik               | Narodowość | Drużyna NHL         | Klub macierzysty |
| --- | ---------------------- | ---------- | ------------------- | ---------------- |
| 233 | Wasilij Koszeczkin (B) | Rosja      | Tampa Bay Lightning | Łada Togliatti   |
| 238 | Jyri Marttinen (O)     | Finlandia  | Calgary Flames      | JYP              |
| 240 | Petr Průcha (C)        | Czechy     | New York Rangers    | HC Pardubice     |
| 254 | Jarkko Immonen (LS)    | Finlandia  | Toronto Maple Leafs | JYP              |

### Runda 9
| #   | Zawodnik                 | Narodowość | Drużyna NHL           | Klub macierzysty       |
| --- | ------------------------ | ---------- | --------------------- | ---------------------- |
| 263 | Siergiej Moziakin (LS)   | Rosja      | Columbus Blue Jackets | CSKA Moskwa            |
| 268 | Michaił Tiulapkin (O)    | Rosja      | Minnesota Wild        | Torpedo Niżny Nowogród |
| 275 | Konstantin Korniejew (O) | Rosja      | Montréal Canadiens    | Krylja Sowietow Moskwa |
| 276 | Witalij Atiuszow (O)     | Rosja      | Ottawa Senators       | Mołot-Prikamje Perm    |
| 285 | Staffan Kronwall (O)     | Szwecja    | Toronto Maple Leafs   | Huddinge IK            |
| 286 | Aleksiej Głuchow (LS)    | Rosja      | Tampa Bay Lightning   | Chimik Woskriesiensk   |
| 291 | Jonathan Ericsson (O)    | Szwecja    | Detroit Red Wings     | Grand Rapids Griffins  |